# Gourvieille
Gourvieille település Franciaországban, Aude megyében. Lakosainak száma 69 fő (2022. január 1.). Gourvieille Baraigne, Belflou, Saint-Michel-de-Lanès és Avignonet-Lauragais községekkel határos.

## Népesség
A település népessége az elmúlt években az alábbi módon változott:
| Lakosok száma | 43   | 45   | 43   | 58   | 57   | 68   | 76   | 81   | 77   | 69   |
|               | 1968 | 1982 | 1990 | 2006 | 2013 | 2015 | 2017 | 2019 | 2020 | 2022 |